# Знаменка (фестиваль)
«Знаменка» — всероссийский фестиваль песни студенческих отрядов. Ежегодно проводится с 1978 года в Сухоложском районе Свердловской области, на берегу реки Пышмы, у подножия Дивьей горы, неподалёку от села Знаменского, давшего название фестивалю. Проводится в первые пятницу — воскресенье августа. Если пятница выпадает на 30 или 31 июля, то даты корректируются.

## Описание

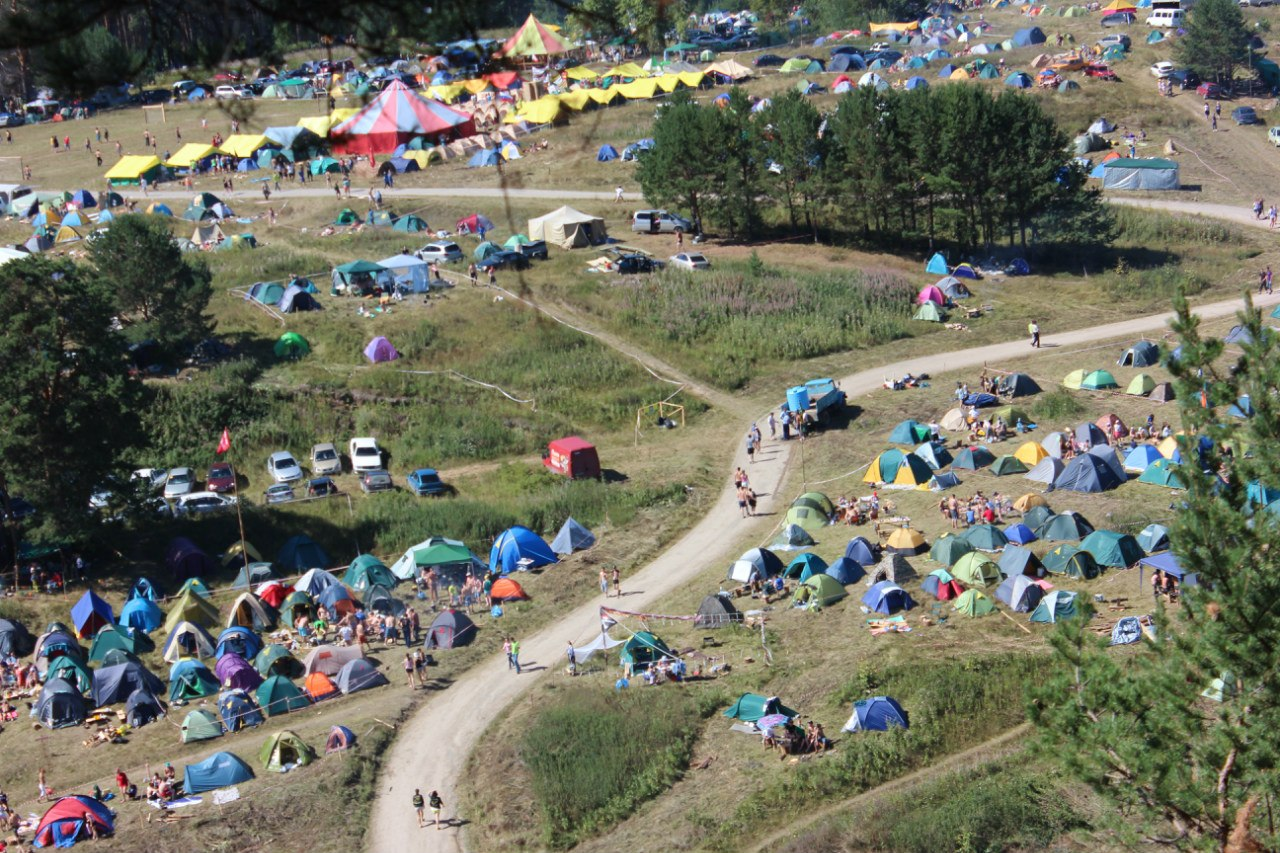
Вид с Дивьей горы на Знаменскую поляну

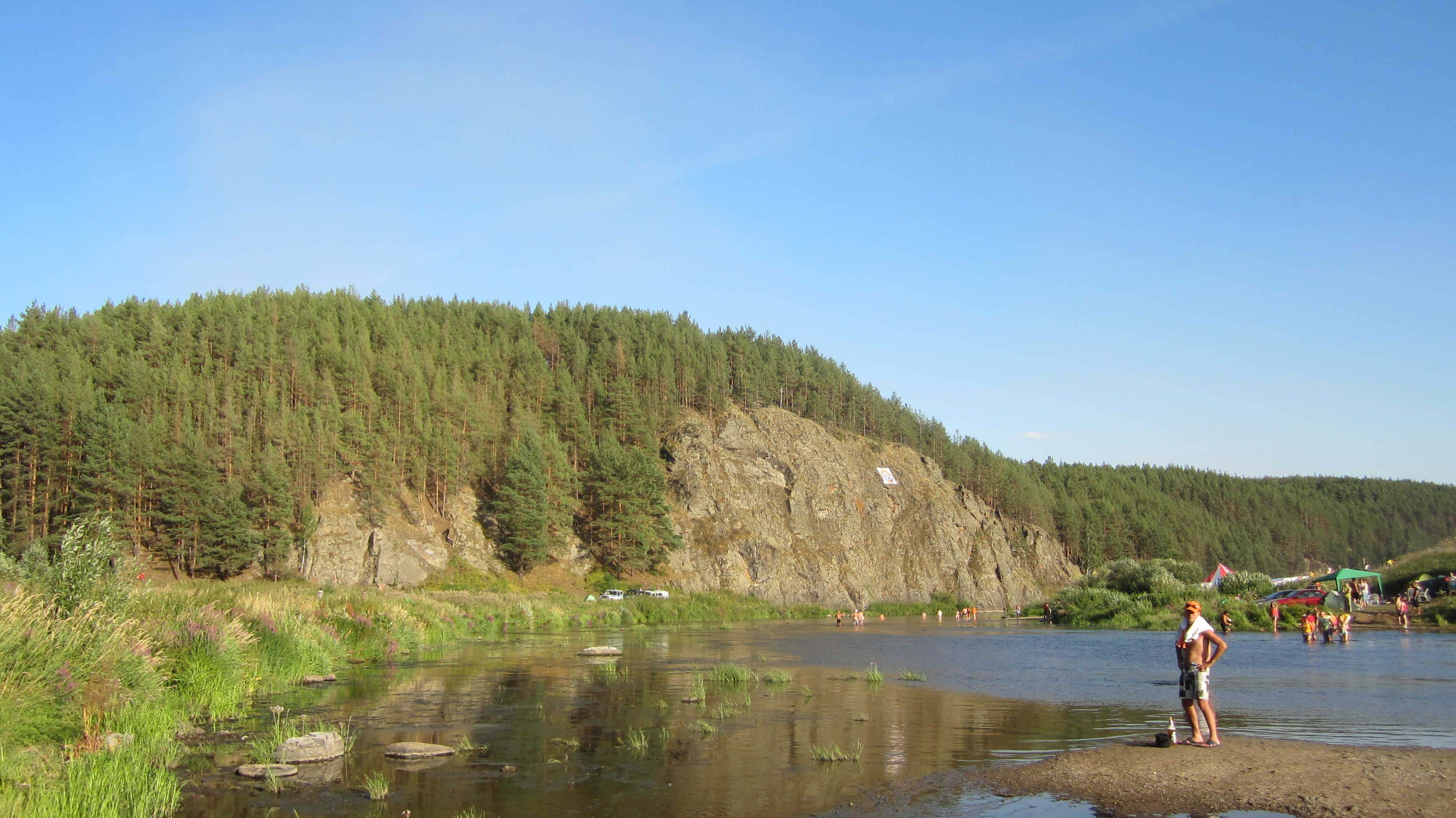
Река Пышма и Дивья гора во время фестиваля в 2012 году

В фестивале принимают участие члены студенческих отрядов, которые исполняют свои авторские песни, а также известные российские звёзды в качестве хедлайнеров. Три дня здесь звучат песни под гитару. На знаменской поляне разбивается большой палаточный лагерь, все участники и гости фестиваля живут в палатках. Знаменка — один из самых крупнейших и известных фестивалей под открытым небом, проходящих в Свердловской области. Количество участников и гостей: от 7 тысяч человек.

## Известные участники и лауреаты
Лауреатами фестиваля в разные годы были Вадим Самойлов, Леонид Ваксман, редакция юмористической газеты «Красная бурда», члены команды КВН «Уральские пельмени» (все выходцы из студенческих отрядов), многие видные руководители регионов и организаций[какие?].
Среди хедлайнеров фестиваля были замечены:
- Поп-рок группа «Братья Грим» в 2007 году[2]
- Рок-группа «Земляне» в 2009 году.
- Рок-группа «Воскресение» в 2010[3] и 2011[4] годах.
- Гитарист-виртуоз Виктор Зинчук в 2012[5]
- «Уральские пельмени» и Хор «Виктория» — победитель проекта «Битва хоров», проводившегося на телеканале «Россия-1» в 2013 году[6].
- Рок-группа «30.02» в 2014 году.[1]
- Оркестр Уральской государственной консерватории имени М. П. Мусоргского и «Смысловые галлюцинации» в 2015 году[7].
- Группа «Пицца» в 2016 году.
- Исполнитель Трофим в 2017 году.

## Программа фестиваля

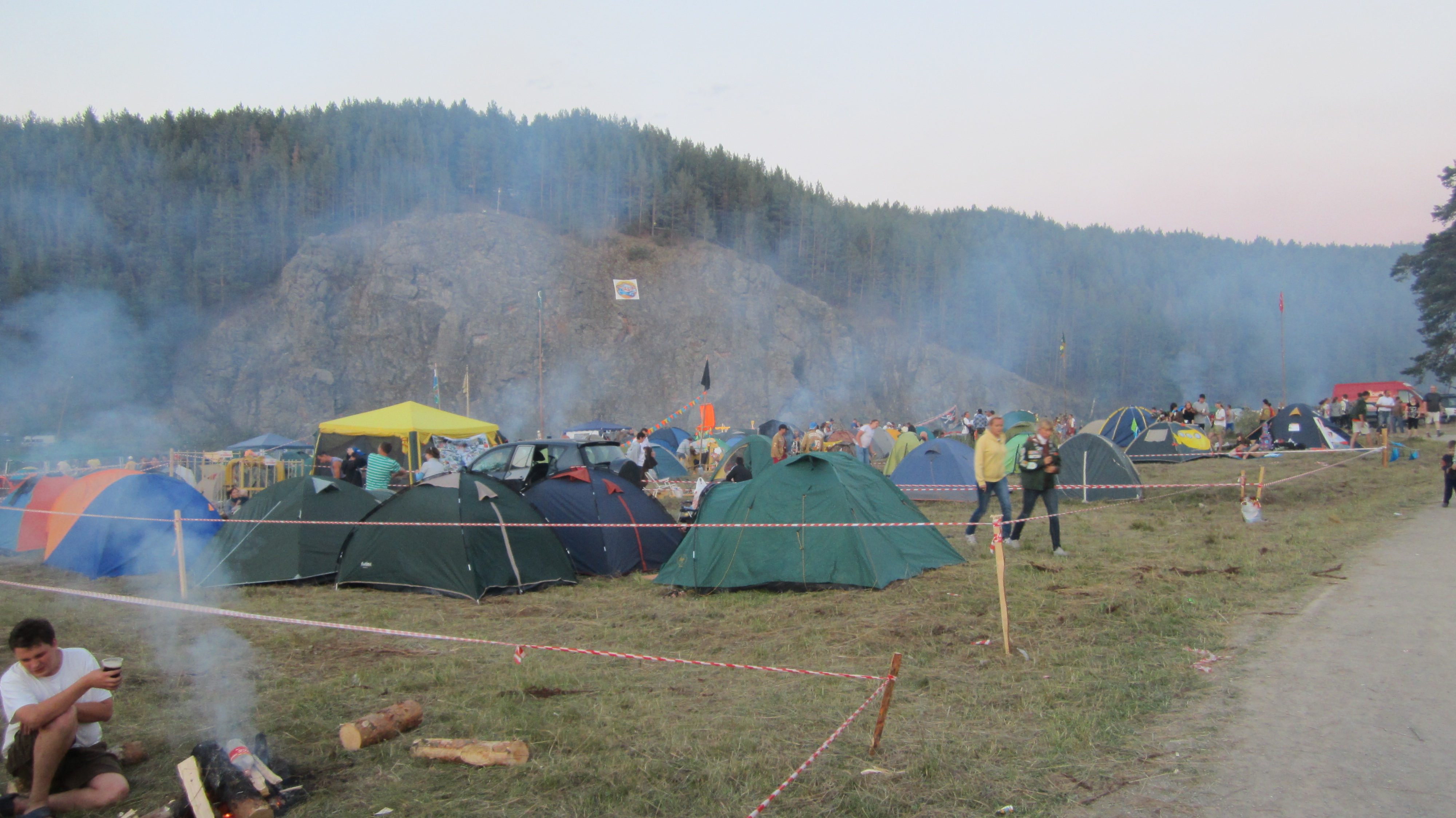
Палаточный лагерь и вид на Дивью гору, 2012 год

- Концерт лауреатов прошлых лет, в котором принимают участие победители прошлых фестивалей.
- Конкурсная программа, в которой принимают участие песенные коллективы, прошедшие прослушивание и допущенные к выступлению конкурсной комиссией;
- Концерт и награждение победителей (лауреатов, дипломантов) Фестиваля.

В рамках Фестиваля проводятся также мероприятия:
- Конкурс «Парочка Знаменки».
- Конкурс «Танцы на траве».
- Конкурс оформления стоянок (лагерей) студенческих отрядов.
- Спортивные соревнования (футбол, волейбол, канат, гиря, АРМ-рестлинг).

## Интересные факты
С 2006 года также проводится фестиваль «Зимняя знаменка». Мероприятие, включающее в себя традиционный конкурс песни, а также конкурс чтецов и соревнование по танцам на льду, проводится ежегодно 23 февраля в Екатеринбурге.
В 2018 году темой оформления фестиваля стал Чемпионат мира по футболу 2018. Также участникам конкурса предложат создать гимн  «Экспо-2025», т.к. Екатеринбург претендует на право проведения  всемирной выставки в 2025 году.

## Галерея

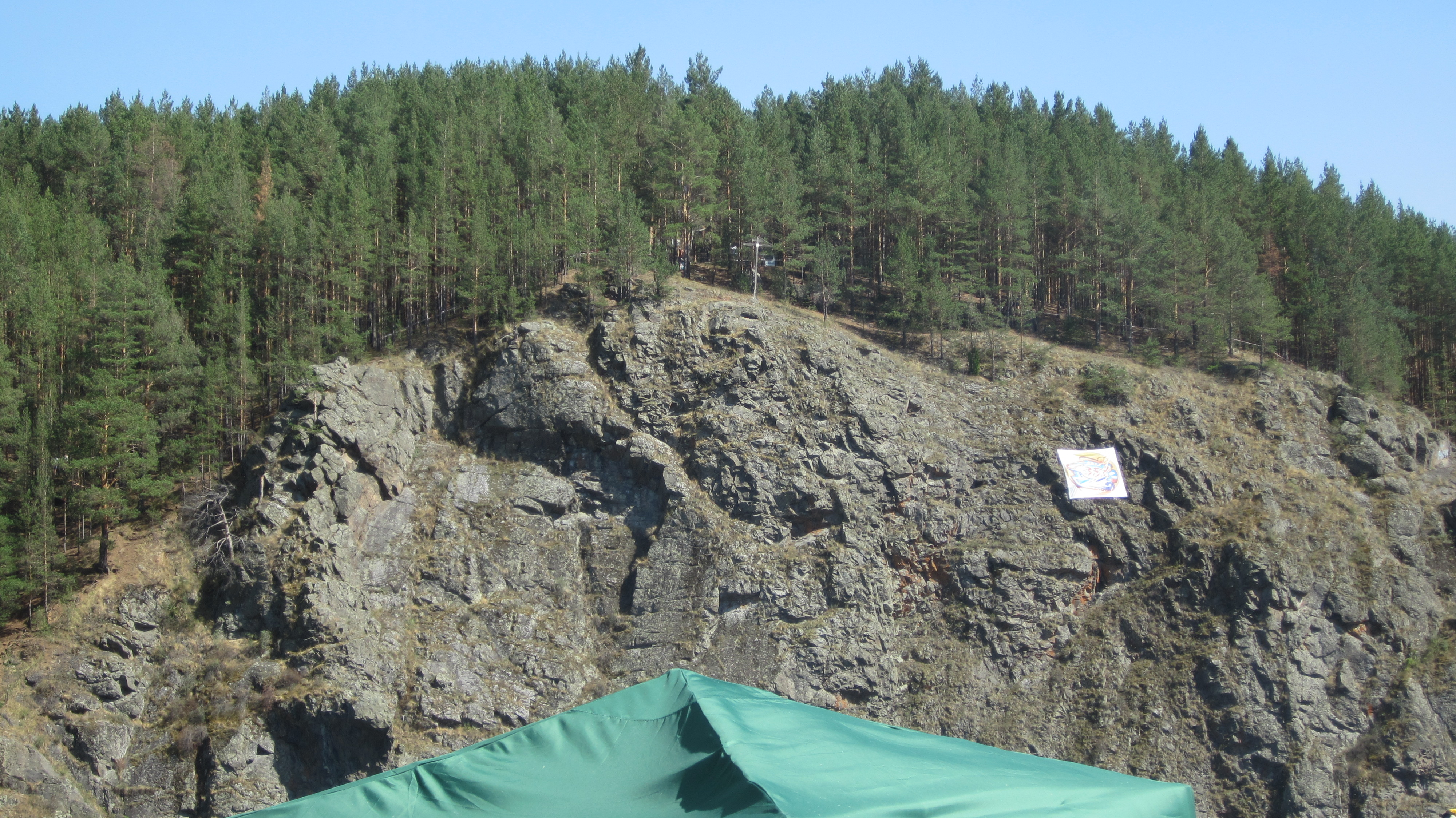
Дивья гора
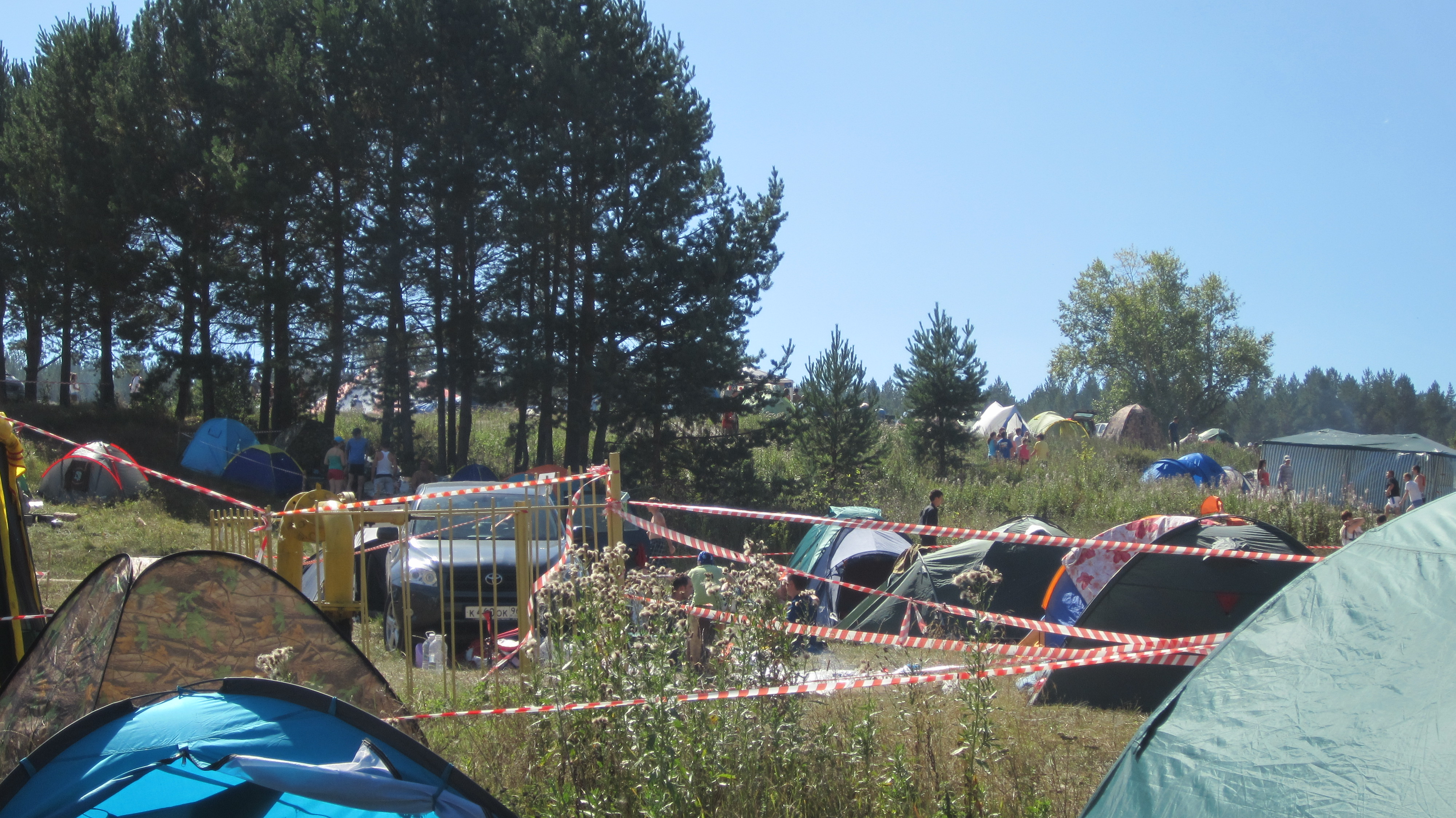
Палаточный лагерь
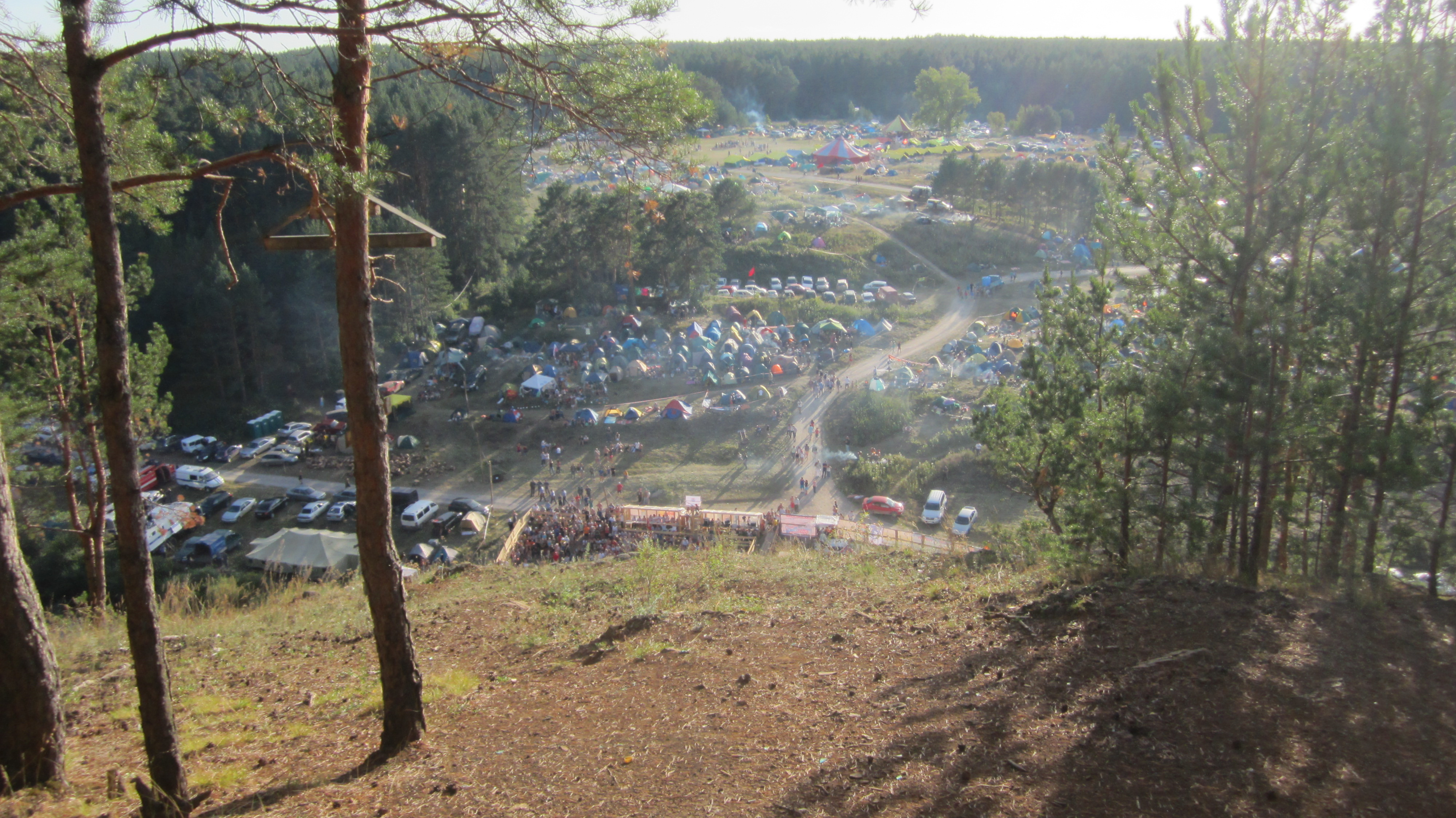
Вид на поляну фестиваля с Дивьей горы
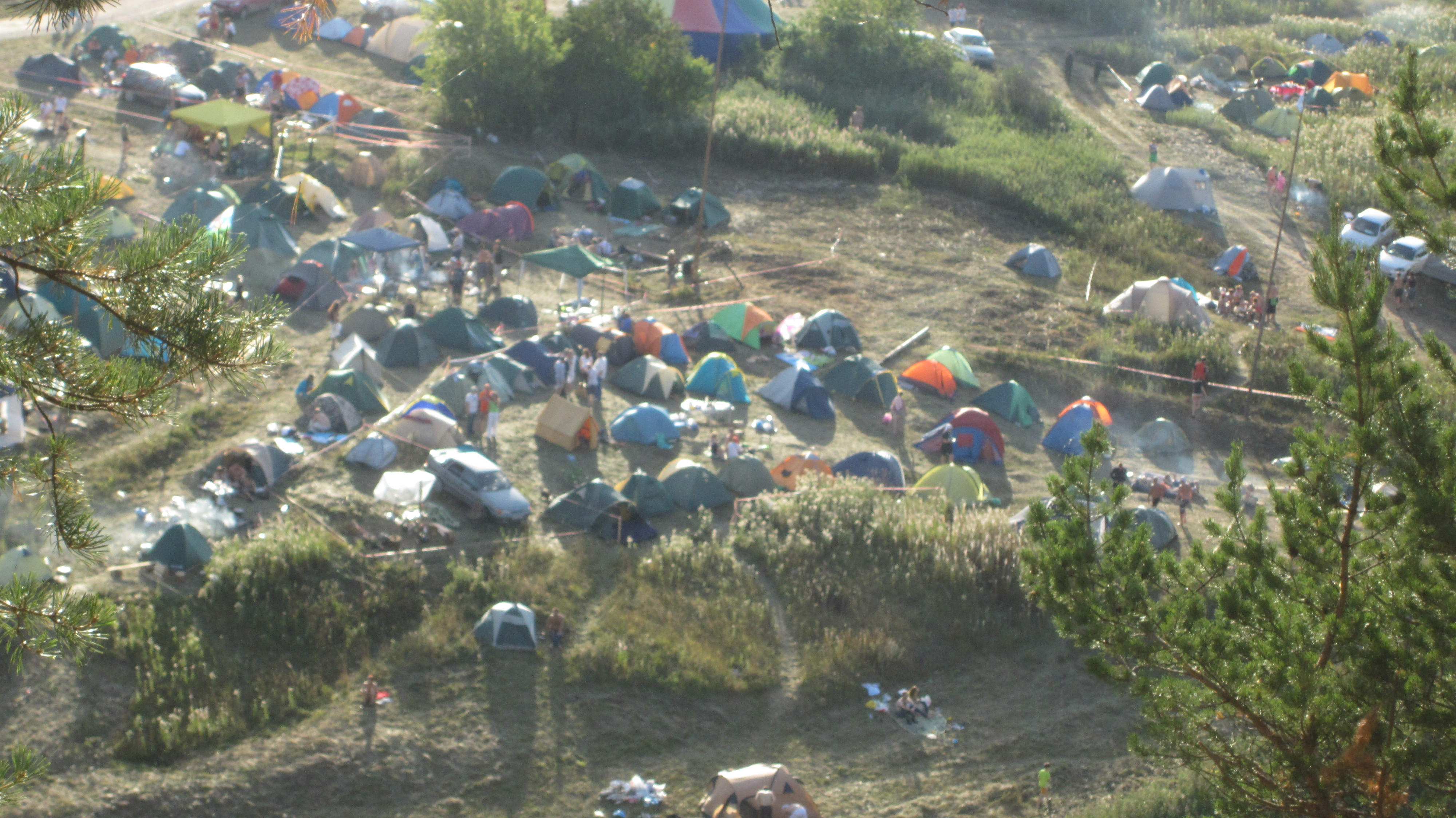
Вид на поляну фестиваля с Дивьей горы
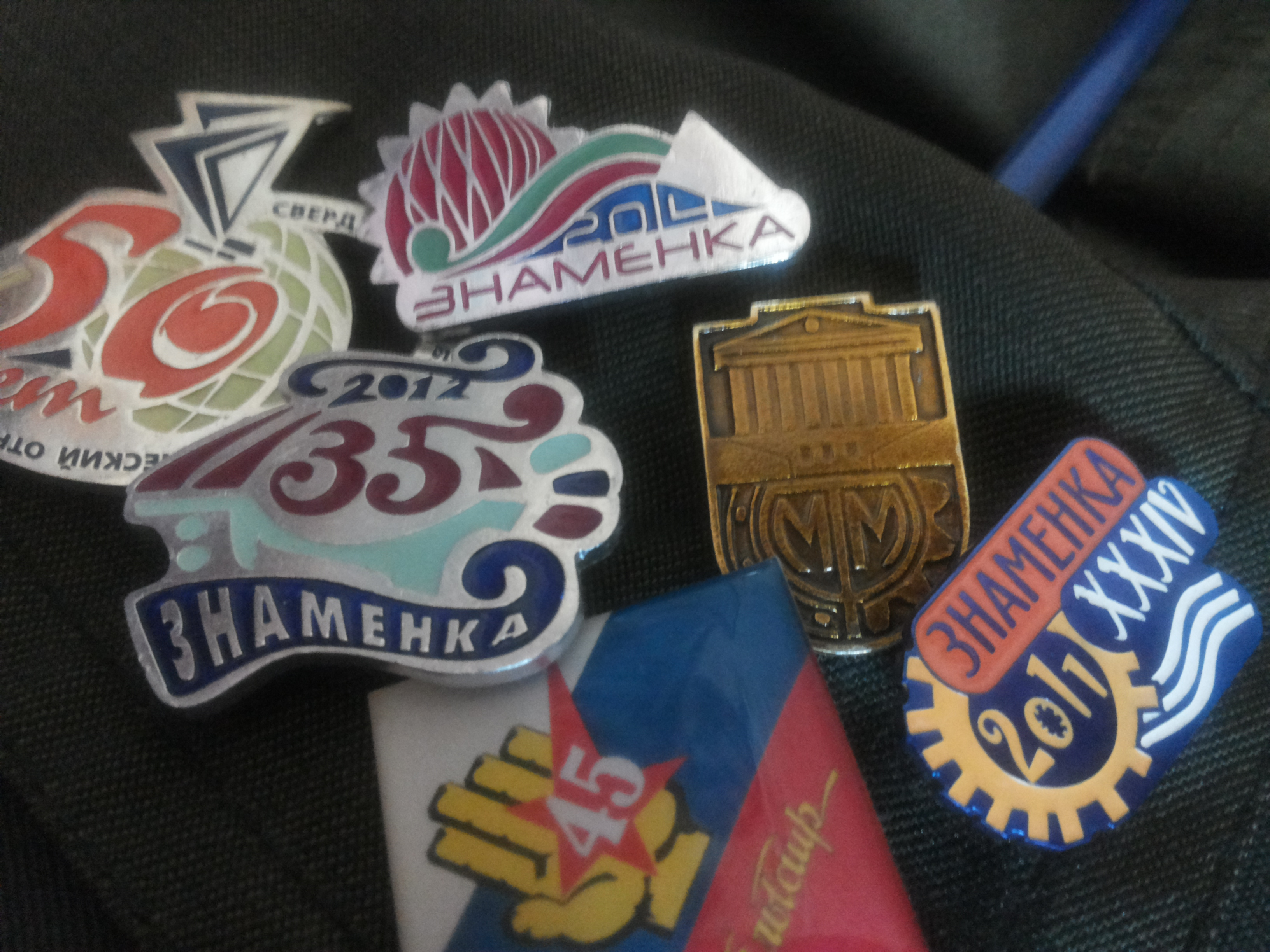
«Целинка» бойца стройотряда со значками фестиваля 2011, 2012 и 2014 годов